# Susi Good
Susi Good est une grimpeuse suisse née en 1966. 
Elle remporte le Championnat du monde d'escalade de difficulté en 1991 et 1993.  En 1992, elle remporte aussi le Championnat d'Europe d'escalade de difficulté.

## Carrière sportive
Entre 1991 et 1993, Susi Good fait preuve d'une régularité impressionnante : des les 24 compétitions internationales auxquelles elle participe, elle figure systématiquement dans les quatre premières places, selon sa page IFSC.
En enchaînant No Sika, No Crime, à la falaise de Lehn, en 1993, elle réalise le deuxième 8b+ féminin. 